# Mammillaria decipiens
Mammillaria decipiens är en kaktusväxtart som beskrevs av Michael Joseph François Scheidweiler. Mammillaria decipiens ingår i släktet Mammillaria och familjen kaktusväxter.

## Underarter
Arten delas in i följande underarter:
- M. d. albescens
- M. d. camptotricha
- M. d. decipiens

## Bildgalleri

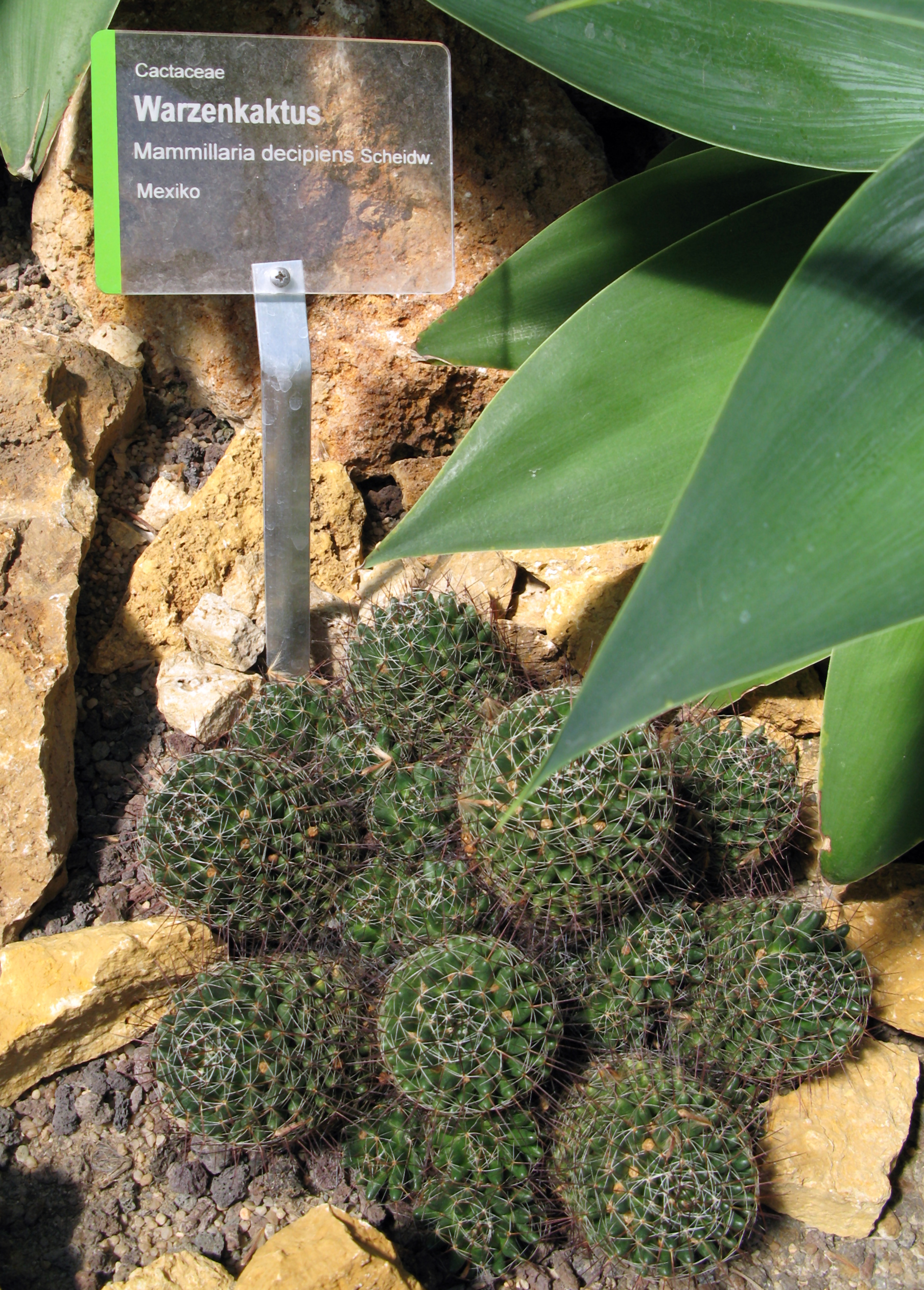
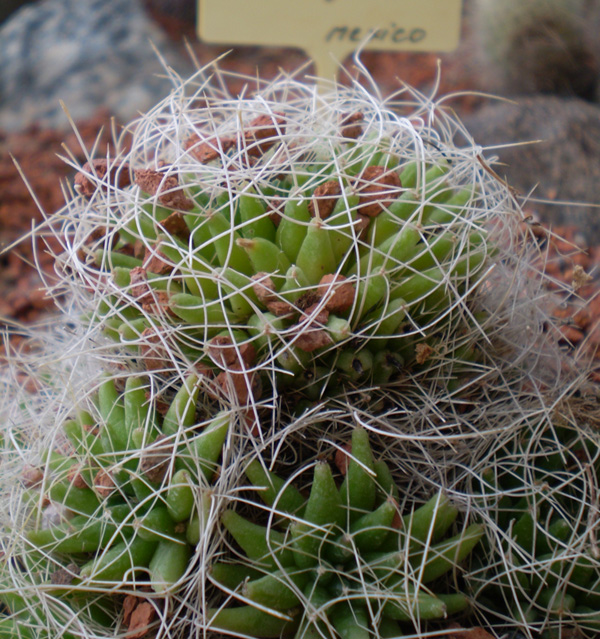
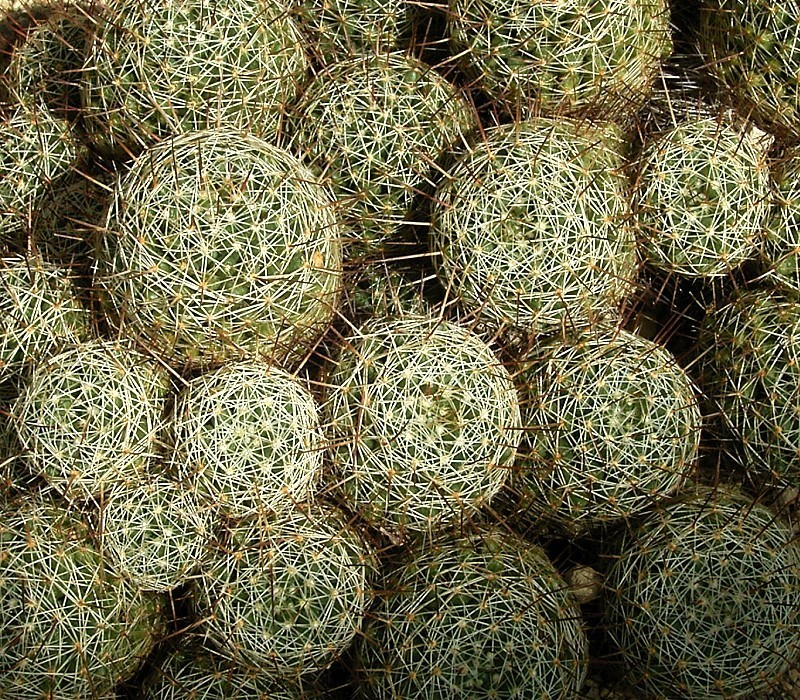
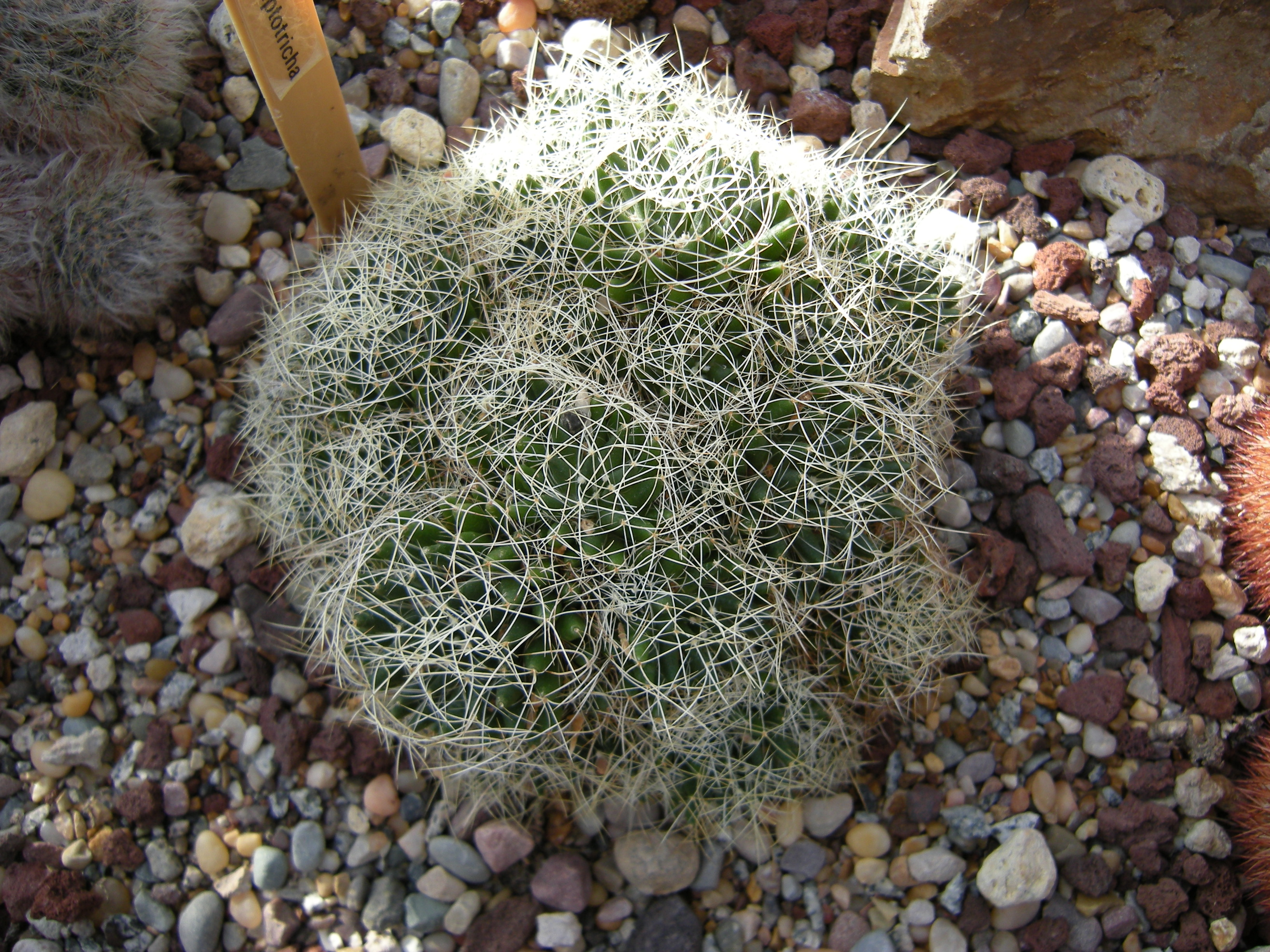
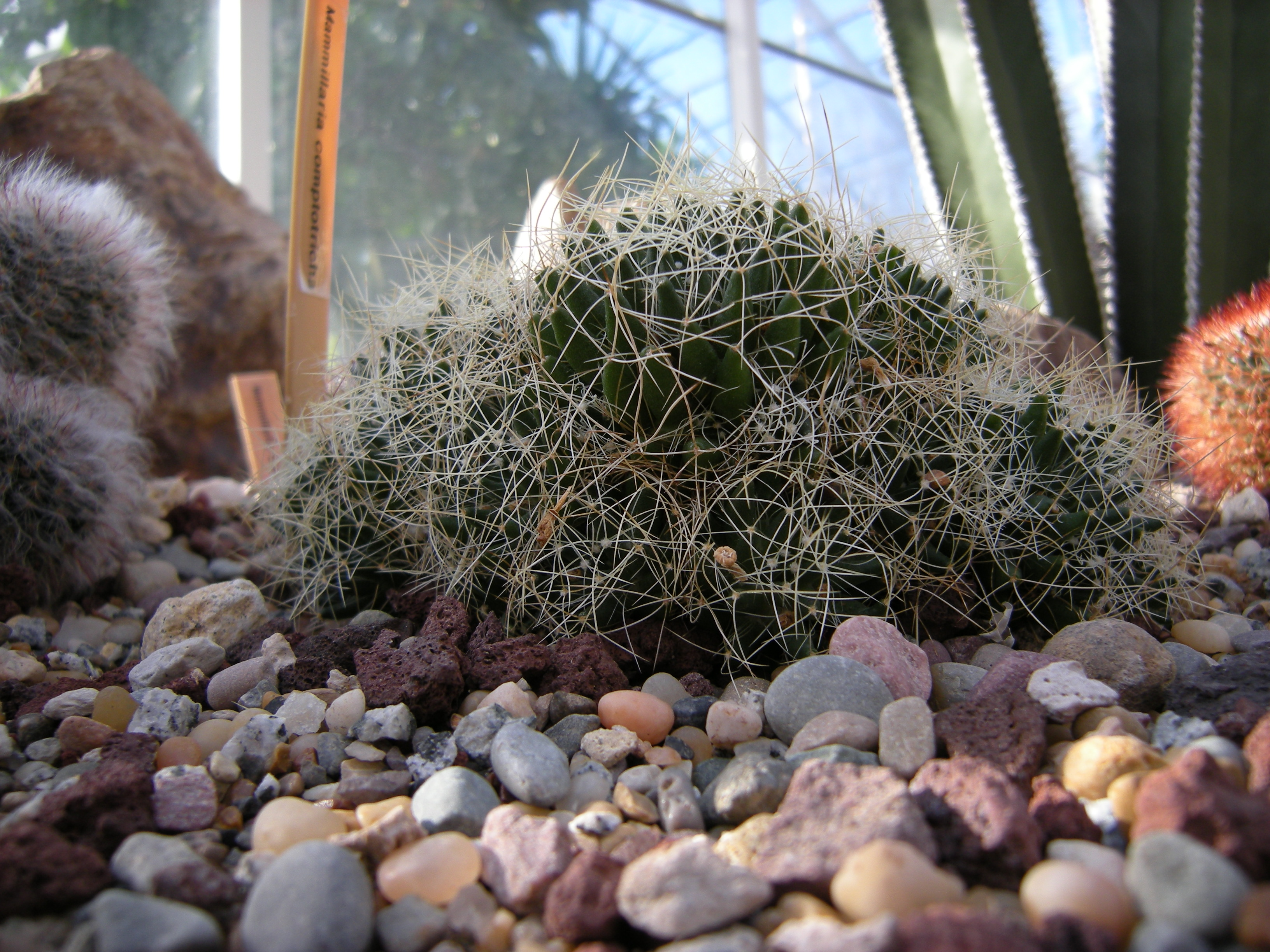
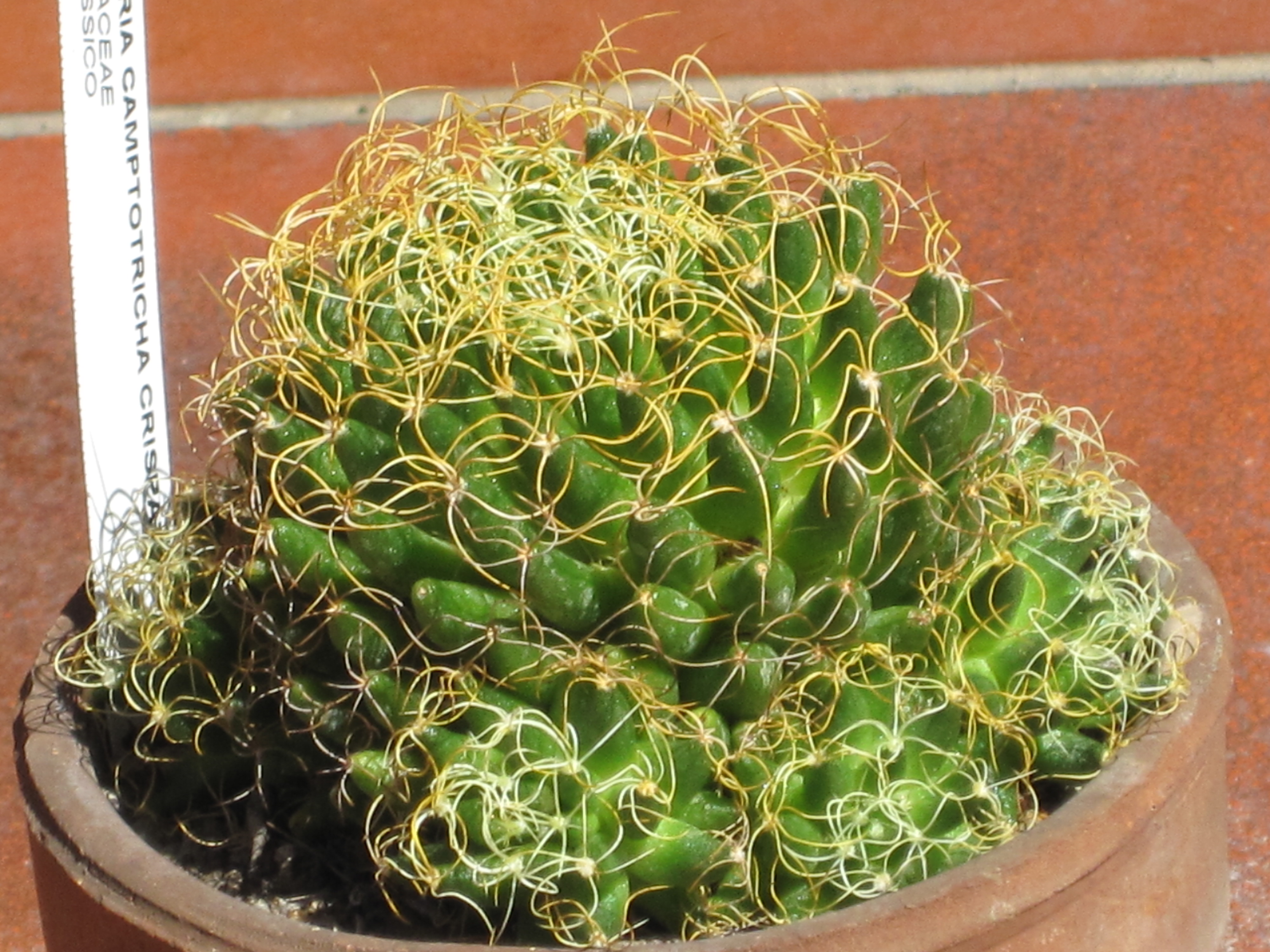